# Oleg Zajtsev
Oleg Aleksejevitsj Zajtsev (Russisch: Олег Алексеевич Зайцев) (Moskou, 4 augustus 1939 - aldaar, 1 maart 1993) was een Sovjet-Russisch ijshockeyer. 
Zajtsev won tijdens de Olympische Winterspelen 1964, Olympische Winterspelen 1968 de gouden medaille, de olympische titels waren tevens wereldtitels.
Zajtsev werd tussen 1964 en 1968 vier keer wereldkampioen.